# Martinkó András-díj
A Martinkó András-díj egyike a Magyar Tudományos Akadémia által alapított díjaknak. A díjat 1996-ban alapították, minden évben az előző év legjobbnak ítélt XIX. százados irodalomtörténeti tanulmányának írója kapja.
Az Magyar Tudományos Akadémia Irodalomtudományi Intézete ezzel a díjjal az életében sokat mellőzött, de kutató személyiségével, tudós etikájával és egész életművével példaadó Martinkó Andrásnak (1912–1989) állít emléket. A XIX. századi osztály 1996 júniusában bejelentett elhatározása szerint az idősebb kollégájukról, mesterükről elnevezett és évenként kiosztott díj a tudományos színvonal méltó elismerése lehet az e korszak irodalomtörténetével foglalkozók számára.
A Martinkó-díj odaítélése nem életmű és nem könyv értékelését jelenti, hanem az előző év legjobb tanulmányát jutalmazza a XIX. századi irodalom anyagában. A kuratórium az MTA Irodalomtudományi Intézetének XIX. Századi Osztályából és a már jutalmazottakból áll: minden januárban ők választják ki az elmúlt évben megjelent anyagból a legszínvonalasabb tanulmányt. Ennek szerzője a február elsejét, Martinkó András halálának napját megelőző (vagy követő) szombaton veszi át az emlékérmet.
A Martinkó Andrást ábrázoló érmet Gulácsy-Horváth Zsolt szobrászművész alkotása, hátoldalán minden évben a díjazott nevének vésetével készül.

## Díjazottak

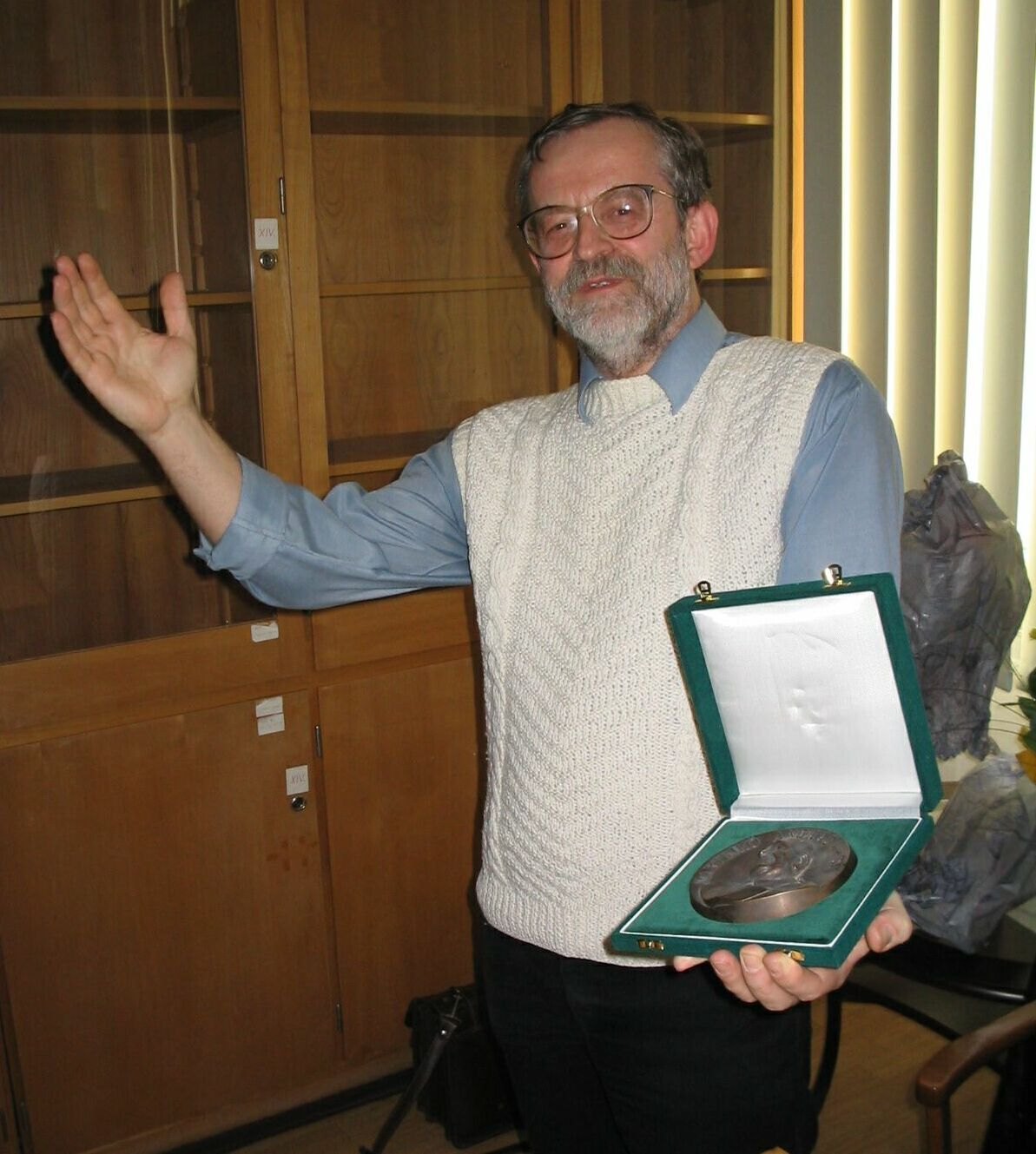
Margócsy István az átvett díjjal

- 1997 – Imre László: Műfaji differenciálódás és nemzeti identifikáció: A magyar regény a múlt század derekán, Irodalomtörténeti Közlemények, 1995/3–4, 321–334.[1]
- 1998 – S. Varga Pál: „Az ember véges állat”: Kölcsey irodalomfelfogásának kultúrantropológiai hátteréről, Alföld, 1997/5.[1]
- 1999 – Tarnói László: Értékítéletek a magyarországi német nyelvű irodalmi életben a XVIII–XIX. század fordulóján, Irodalomtörténeti Közlemények, 1997/3–4, 235–246.[1]
- 2000 – Szajbély Mihály: A rege és rokonműfajai a XIX. század elejének magyar irodalmában, It, 1999/3, 139–153.[1]
- 2001 – Mezei Márta: „Magamat ragyogtatom”: Közelítések a Fogságom naplójához, Irodalomtörténeti Közlemények, 2000/3–4, 416–439.[1]
- 2002 – Gere Zsolt: Vörösmarty és Horvát István eszmetörténeti kölcsönhatásáról szóló tanulmányaiért: „Hat gím jöve sebten elébe”: Vörösmarty eposzterve és őstörténeti felfogása a Zalán futását követően; „Meglehet köztársasága volnánk angyali lényeknek”: Vörösmarty történetfilozófiai felfogásának néhány jellemzőjéről = Vörösmarty és a romantika, szerkesztette: Takáts József, Pécs–Budapest, Művészetek Háza, 2001, 159–171.[1]
- 2003 – Takáts József: Nyolc érv az elsődleges kontextus mellett, Irodalomtörténeti Közlemények, 2001/3–4, 316–324.[1]
- 2004 – Porkoláb Tibor: A „dicsőség temploma”-képzet és a bárdköltészeti szerephagyomány, Irodalomtörténeti Közlemények, 2002/1–2, 112–154.[1]
- 2005 – Margócsy István: A király mulat: Fejedelmi csábítás a magyar romantikában, 2000, 2004 szeptember[1]
- 2006 – Demeter Júlia és Pintér Márta Zsuzsanna: Ismeretlen Csokonai-versgyűjtemény Szatmárból, Irodalomtörténeti Közlemények, 2005/1, 47–113.[1]
- 2007 – Eisemann György: Egy kézirat közegváltása: a konverzivitás mint olvasástapasztalat, Alföld, 2006/8, 66–80. sz.[1]
- 2008 – Hász-Fehér Katalin: Az intencionáltság szintjei a szerzői és a kiadói kötetekben = A látható könyv: Tanulmányok az irodalmi medialitás köréből, szerkesztette Hász-Fehér Katalin, Szeged, Tiszatáj Alapítvány, 2006, 55–82.[1]
- 2009 – T. Szabó Levente:  Az irodalmi hivatásosodás és az írói szolidaritás új formái a 19. század közepén: a Magyar Írói Segélyegylet esete, Irodalomtörténet 2008/3, 347–376.[1]
- 2010 – Szilágyi Márton: Párhuzamos börtöntörténetek: Kazinczy Ferenc és Andreas Riedel = Leleplezett mellszobor: Nyomozások Kazinczy birtokán, szerkesztette: Czifra Mariann, Budapest, Gondolat, 2009.[1]
- 2011 – Balogh Piroska: „Orpheus, sive Philosophia”. Kazinczy folyóirata Bacon felől olvasva, Sic Itur ad Astra, 2009, 173–188.[1]
- 2012 – Labádi Gergely: A természet könyvét olvasni: A megértés metaforái a 18–19. század fordulóján, Korall, 43. szám, 2011.[1]
- 2013 – Czifra Mariann:  Szövegek hálójában: A Kazinczy-levelezés kánonképző szerepe a nyelvújítás narratívájában, Széphalom – a Kazinczy Ferenc Társaság Évkönyve, 2012, 51–74.[1]
- 2014 – Tóth Orsolya: Kazinczy Win(c)kelmann-t olvas, Holmi, 2013, augusztus, 978–995.[1]
- 2015 – Csörsz Rumen István:  Pönögei Kis Pál, avagy Petőfi és a közköltészet = Ki vagyok én? Nem mondom meg: Tanulmányok Petőfiről, szerkesztette: Szilágyi Márton, Budapest, Petőfi Irodalmi Múzeum, 2014, 203–226.[1]
- 2016 – Vaderna Gábor: A bárdköltészet lehetőségei: Berzsenyi Dániel 1803-as költeményei, Irodalomtörténeti Közlemények, 119(2015), 721–768.[1]
- 2017 – Gyimesi Emese: „Mama meséit kiadják”. A nyilvános és a privát szféra összjátéka a Szendrey-Horvát család írásgyakorlatában, Sic Itur ad Astra 64.(2015), 117–136.[1]
- 2018 – Bolonyai Gábor: „Átkoszta makverő”, avagy Arany János Aristophanés-fordítása a korabeli európai fordítói gyakorlat tükrében = „Óhajtom a classicus írók tanulmányát”. Arany János és az európai irodalom, szerkesztette: Korompay H. János, Budapest, Universitas, 2017. 9–46.[1]
- 2019 – Ruttkay Veronika: „Már akár igazi akár ál”: Az Osszián és a naiv eposz problémái = Rejtőzködő Kalliopé: Tanulmányok Arany János Naiv eposzunk című írásáról, reciti, Budapest, 2018, 65–101.[1]
- 2020 – Gulyás Judit: Női műfaj volt-e a mese? Mesemondók, mesegyűjtők, meseírók = Nőszerzők a 19. században: lehetőségek és korlátok, szerkesztette: Török Zsuzsa, reciti, Budapest, 2019, 293‒335.[1]
- 2021 – Szalisznyó Lilla: Egy alkalmi színmű mediális meghatározottságának vizsgálata. Az Árpád ébredése ősbemutatójának ismeretlen jelmezjegyzéke. = „Vendégek közt vendég”. Poétikai örökség és szöveghagyomány: Vörösmarty az ezredforduló után, Tempevölgy könyvek 41., 2020. 329‒366.[1]
- 2022 – Domokos Mariann: A folklorisztika szövegfogalmai és textológiai gyakorlata, Irodalomtörténeti Közlemények 125 (2021): 802‒823.[1]
- 2023 – S. Laczkó András: A reklám helye. A védegyleti agitáció és Garay János Iparvédegyleti dala, Verso 5. I. sz. (2022): 49–69.[1]
- 2024 – Owaimer Oliver:  „Szegény Sándor! Szegény Sándor!”: Petőfi emlékezete Arany János Emlények (1851−1855) című versciklusában. Studia Litteraria 3–4 (2023): 113–143.[1]